# 那賀町立鷲敷小学校

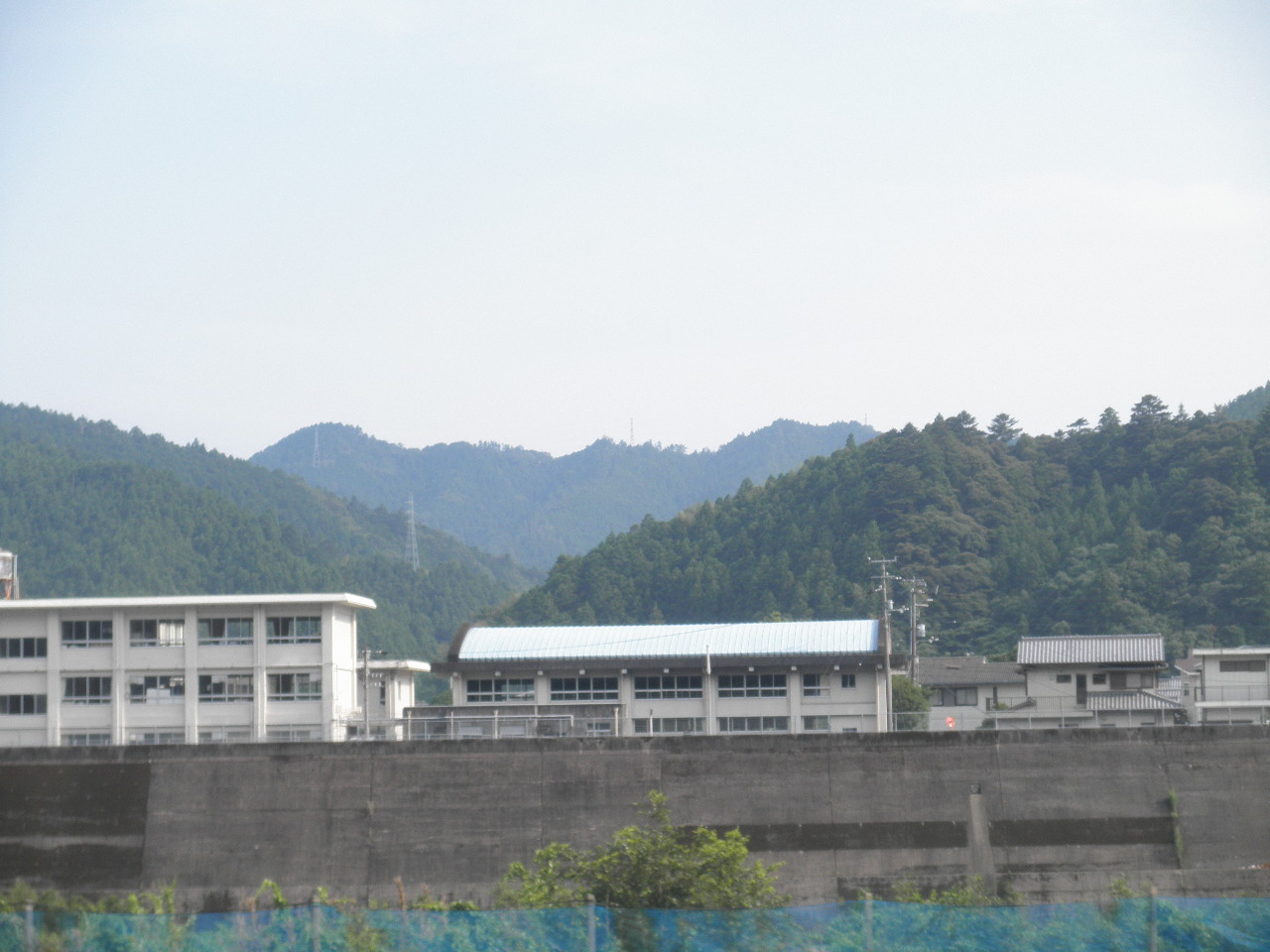
体育館

那賀町立鷲敷小学校（なかちょうりつ わじきしょうがっこう）は、徳島県那賀郡那賀町和食字町にある公立小学校。

## 沿革
- 1874年 - 和食小学校（後の和食尋常小学校）を創立。
- 1895年 - 和食尋常小学校中山分校が中山尋常小学校（後の中山小学校）として独立。
- 1927年 - 鷲敷町立鷲敷尋常高等小学校と改称。
- 1941年 - 鷲敷町立鷲敷国民学校と改称。
- 1947年 - 鷲敷町立鷲敷小学校と改称。
- 1971年 - 3月に統合のため鷲敷町立中山小学校とともに閉校。4月に2代目・鷲敷小学校が開校。
- 2005年 - 町村合併のため那賀町立鷲敷小学校となる。
- 2006年 - 3月に統合のため那賀町立阿井小学校とともに閉校。4月に3代目・鷲敷小学校が開校。

## 校歌
- 作詞: 加藤雅史
- 作曲: 美馬育子
- 編曲: 松岡貴史

## 通学区域が隣接している学校
- 那賀町立相生小学校
- 阿南市立新野小学校
- 阿南市立山口小学校
- 阿南市立吉井小学校
- 勝浦町立横瀬小学校